# ナハトムジーク (曲)
「ナハトムジーク」は、日本のロックバンド・Mrs. GREEN APPLEの楽曲。2024年1月17日にユニバーサルミュージック内のレーベル・EMI Recordsより配信限定でリリースされた。

## 概要
2023年11月10日、映画『サイレントラブ』の主題歌として、本楽曲を書き下ろしたことが発表された。また同日、本楽曲を使用した予告動画が公開された。
2024年1月10日、本楽曲が同月17日に8th配信シングルとしてリリースされることが発表された。また同日、本楽曲のコンテンツカレンダーが公開された。連日、本楽曲のカバーアートやコンセプトフォト、ティザームービーなどが公開された。1月17日には、本楽曲のミュージック・ビデオが公式YouTubeチャンネルにてプレミア公開された。
2月7日、TBS系列『CDTV ライブ! ライブ!』でのパフォーマンス映像が、期間限定でYouTubeチャンネルにて公開された。
7月31日、本楽曲がBillboard JAPANチャートにおけるストリーミングの累計再生回数1億回を突破したと発表された。本楽曲で16曲目のストリーミング累計1億回再生突破となった。

## テレビ披露
| 番組名                       | 放送局        | 出演日        | 備考                                |
| ---------------------------- | ------------- | ------------- | ----------------------------------- |
| CDTV ライブ! ライブ! 2時間SP | TBSテレビ系列 | 2024年1月22日 | テレビ初歌唱。 フルサイズでの歌唱。 |